# هارولد بارو
هارولد بارو (بالإنجليزية: Harold Borrow)‏ هو مدير فني أمريكي، ولد في 8 أغسطس 1909 في نيو بلومفيلد في الولايات المتحدة، وتوفي في 15 مايو 2005 في مقاطعة فورسيث في الولايات المتحدة.